# In Color
In Color è il secondo album in studio della rock band Cheap Trick, pubblicato nel 1977 e ripubblicato nel 1998 con l'aggiunta di 5 bonus track.

Nel 2003 la rivista Rolling Stone mise l'album nella 448ª posizione nella lista dei 500 migliori album secondo Rolling Stone.

La copertina ritrae i due frontman Tom Petersson e Robin Zander su due fiammanti motociclette ("a colori"), mentre sul retro dell'album ci sono Rick Nielsen e Bun E. Carlos su due motorini ("in bianco e nero").

## Tracce
1. Hello There — 1:41 —  (Rick Nielsen)
2. Big Eyes — 3:10 —  (Rick Nielsen)
3. Downed — 4:12 —  (Rick Nielsen)
4. I Want You to Want Me — 3:11 —  (Rick Nielsen)
5. You're All Talk — 3:36 —  (Rick Nielsen, Tom Petersson)
6. Oh Caroline — 2:59 —  (Rick Nielsen)
7. Clock Strikes Ten — 2:59 —  (Rick Nielsen)
8. Southern Girls — 3:44 —  (Rick Nielsen)
9. Come On, Come On — 2:41 —  (Rick Nielsen)
10. So Good to See You — 3:37 —  (Rick Nielsen)

## Bonus track
Nel 1998 furono aggiunte all'album nuove tracce.
1. Oh Boy — 3:09 —  (Rick Nielsen)
2. Southern Girls (Demo) — 3:03 —  (Rick Nielsen, Tom Petersson)
3. Come On, Come On (Demo) — 2:04 —  (Rick Nielsen)
4. You're All Talk (Live) — 3:41 —  (Rick Nielsen, Tom Petersson)
5. Goodnight (Live) — 2:19 —  (Rick Nielsen)

## Formazione
- Robin Zander - voce, chitarra ritmica
- Rick Nielsen - chitarre
- Bun E. Carlos - batteria
- Tom Petersson - basso